# Franz Paul Schneider
Franz Paul Schneider (* 30. Juni 1902 in Poing; † 23. Juni 1970 in Würzburg) war ein deutscher Staatswissenschaftler.

## Leben und Wirken
Schneider studierte Staats- und Rechtswissenschaften an der Ludwig-Maximilians-Universität in München. Mit seiner Promotion über das Thema Kapital und Konjunktur erwarb er den Grad eines Doktors der Staats- und Wirtschaftswissenschaften (Dr. oec. publ.) und habilitierte sich anschließend in Berlin, wo er mit Max Sering zusammenarbeitete. Noch kurz vor Kriegsende zum Volkssturm eingezogen, geriet er in sowjetische Kriegsgefangenschaft, aus der er 1946 nach Bayern zurückkehrte. Am 1. Januar 1947 wurde Schneider außerordentlicher Professor für Volkswirtschaftslehre, Statistik und Finanzwissenschaft, 1948 ordentlicher Professor für Staatswissenschaften an der Universität Würzburg. Diesen Lehrstuhl hatte er bis zu seinem Tod inne. Als Mitglied der Rechts- und Staatswissenschaftlichen Fakultät gehörte er 1948 dem Akademischen Senat der Universität Würzburg an.
Öffentlich trat er als entschiedener Gegner der Wiederbewaffnung und der Westintegration auf. Er beteiligte sich an der Kampagne gegen die atomare Bewaffnung der Bundeswehr (Kampf dem Atomtod) und plädierte für ein wiedervereinigtes neutrales Deutschland. Schneider sprach sich dafür aus, Möglichkeiten einer deutschen Konföderation, wie sie unter anderem aus der DDR ins Spiel gebracht wurden, ernsthaft zu prüfen. In diesem Sinne zählte er 1953 zu den Gründern des „Fränkischen Kreises“, einer politischen Vereinigung, die sich gegen die Europäische Verteidigungsgemeinschaft richtete, ab 1956 zu den Herausgebern der Zeitschrift Blätter für deutsche und internationale Politik und 1960 zu den Initiatoren der Deutschen Friedens-Union, deren Bundesvorstand er angehörte und deren bayerischen Landesverband er leitete. Bei der Bundestagswahl 1969 war er Spitzenkandidat der Aktion Demokratischer Fortschritt für das Bundesland Bayern.

## Konflikte mit dem bayerischen Kultusministerium
Öffentliche Äußerungen Schneiders und des Romanisten Franz Rauhut bei einer Veranstaltung im Würzburger Studentenhaus am 4. März 1956 bewogen das damals von dem parteilosen August Rucker geleitete bayerische Kultusministerium, einen dienstlichen Brief an den Rektor der Würzburger Universität Richard Dietzel zu schreiben. Rucker beauftragte Dietzel, eine schriftliche Stellungnahme der beiden Professoren einzuholen. Schneider hatte die Aufrüstung der Bundeswehr heftig kritisiert und dabei Konrad Adenauer mit Philipp II. von Spanien verglichen: Ihnen sei ein „scharfer, aber beschränkter Verstand“ gemeinsam, und wie Philipp II. geglaubt habe, der Zorn Gottes müsse den Protestantismus hinwegfegen, sei Adenauer davon überzeugt, die Weltgeschichte habe ihren Sinn verloren, wenn sich das kommunistische System halte. Schneider und Rauhut protestierten gegen dieses Ansinnen und beriefen sich auf das Grundrecht der Meinungsfreiheit, der bayerische Ministerpräsident Wilhelm Hoegner (SPD) erklärte jedoch, es könne sich hier um eine Beleidigung Adenauers handeln, die durch die Verfassung nicht gedeckt sei. Der Kultusminister gab später bekannt, er sei mit den Stellungnahmen von Schneider und Rauhut zufrieden und werde wahrscheinlich keine weiteren Maßnahmen ergreifen.
Im Dezember 1959 gab Theodor Maunz (CSU), der mittlerweile bayerischer Kultusminister geworden war, in einer Pressemitteilung bekannt, dass er ein Dienststrafverfahren (Disziplinarverfahren) gegen Schneider eröffnet habe. Er warf ihm Mitgliedschaft in seiner Ansicht nach verfassungs- oder staatsfeindlichen Organisationen vor, darunter dem Deutschen Klub 1954, außerdem seine Unterstützung der Zeitschrift elan. Karl von Westphalen verwahrte sich für den Deutschen Klub 1954 energisch gegen die Behauptung, dieser sei als staatsfeindlich einzuordnen. Über den Ausgang des Disziplinarverfahrens ist nichts bekannt.

## Schriften
- Kapital und Konjunktur. Diss. München 1930, gedruckt München 1937.
- Zur Theorie der Goldwährung. Habil. München 1937, gedruckt bei Fischer, Jena 1939.
- Adolph Wagner als Finanztheoretiker. In: Alfred Kruse (Hg.): Wirtschaftstheorie und Wirtschaftspolitik. Eine Sammlung von Abhandlungen. Duncker & Humblot, Berlin 1951, S. 293–308.
- (Hg. mit Werner Mahr) Aufsätze und Abhandlungen zur Wirtschaftstheorie und Wirtschaftspolitik. Band 1: Otto von Zwiedineck-Südhorst: Mensch und Wirtschaft. Duncker & Humblot, Berlin 1955.
- Dokumente zum Göttinger Manifest. (= Schriftenreihe des Fränkischen Kreises, 1957:1). Fuldaer Verlagsanstalt, Fulda 1957.
- Freiheit und gesellschaftlicher Fortschritt. In: Paul Mikat (Hg.): Festschrift der rechts- und staatswissenschaftlichen Fakultät der Julius-Maximilians-Universität Würzburg zum 75. Geburtstag von Hermann Nottarp. Müller, Karlsruhe 1961.